# Ana Vitória Magalhães
Ana Vitória Magalhães (Rio de Janeiro, 24 oktober 2000) is een Braziliaans wielrenster die sinds 2025 rijdt bij de Spaanse wielerploeg Movistar Team.

## Carrière
Bij de beloften werd Magalhães nationaal kampioen op zowel de weg als bij het tijdrijden in 2021 en 2022. Na in 2022 bij de Spaanse ploeg Soltec Team actief te zijn geweest maakte ze voor het seizoen van 2023 de overstap naar Bizkaia-Durango. Eveneens in 2023 werd ze voor het eerst nationaal kampioen in de wegwedstrijd bij de elite. Wederom na een seizoen maakte ze de overstap naar een andere ploeg, in 2024 reed ze haar eerste seizoen bij de Italiaanse ploeg BePink-Bongioanni. Namens deze ploeg reed ze één dag in de leiderstrui van het bergklassement in de Ronde van Italië.

## Overwinningen
2021
 Braziliaans kampioen tijdrijden, beloften
 Braziliaans kampioen op de weg, beloften
2022
 Braziliaans kampioen tijdrijden, beloften
 Braziliaans kampioen op de weg, beloften
2023
 Braziliaans kampioen op de weg, elite
2024
 Braziliaans kampioen tijdrijden, elite

## Resultaten in voornaamste wedstrijden
| Jaar | Ronde van Italië | Ronde van Frankrijk | Ronde van Spanje |
| ---- | ---------------- | ------------------- | ---------------- |
| 2022 |                  |                     | 81e              |
| 2023 |                  |                     | 89e              |
| 2024 | 73e              |                     | 89e              |
| 2025 | 67e              | 74e                 | 48e              |

| Jaar | Milaan-San Remo | Gent-Wevelgem | Ronde van Vlaanderen | Waalse Pijl | Strade Bianche |  | WK op de weg |
| ---- | --------------- | ------------- | -------------------- | ----------- | -------------- |  | ------------ |
| 2022 |                 |               |                      |             |                |  | opgave       |
| 2023 |                 |               |                      |             |                |  | opgave       |
| 2024 |                 |               |                      | 79e         | opgave         |  | 67e          |
| 2025 | 61e             | opgave        | 44e                  |             |                |  |              |

## Ploegen
- 2022 –  Soltec Team
- 2023 –  Bizkaia-Durango
- 2024 –  BePink-Bongioanni
- 2025 –  Movistar Team

Baril · Biannic · Erić · Ferguson · Gutiérrez · Lippert · Lloyd · Mackaij · Magalhães · Martín · Meijering · Ostiz (stage vanaf 1/8) · Patiño · Laura Ruiz Pérez · Lucía Ruiz Pérez · Reusser · Sierra · Steels